# Stagmomantis carolina
Stagmomantis carolina är en bönsyrseart som först beskrevs av Boas Johansson 1763.  Stagmomantis carolina ingår i släktet Stagmomantis och familjen Mantidae. Inga underarter finns listade i Catalogue of Life.

## Bildgalleri

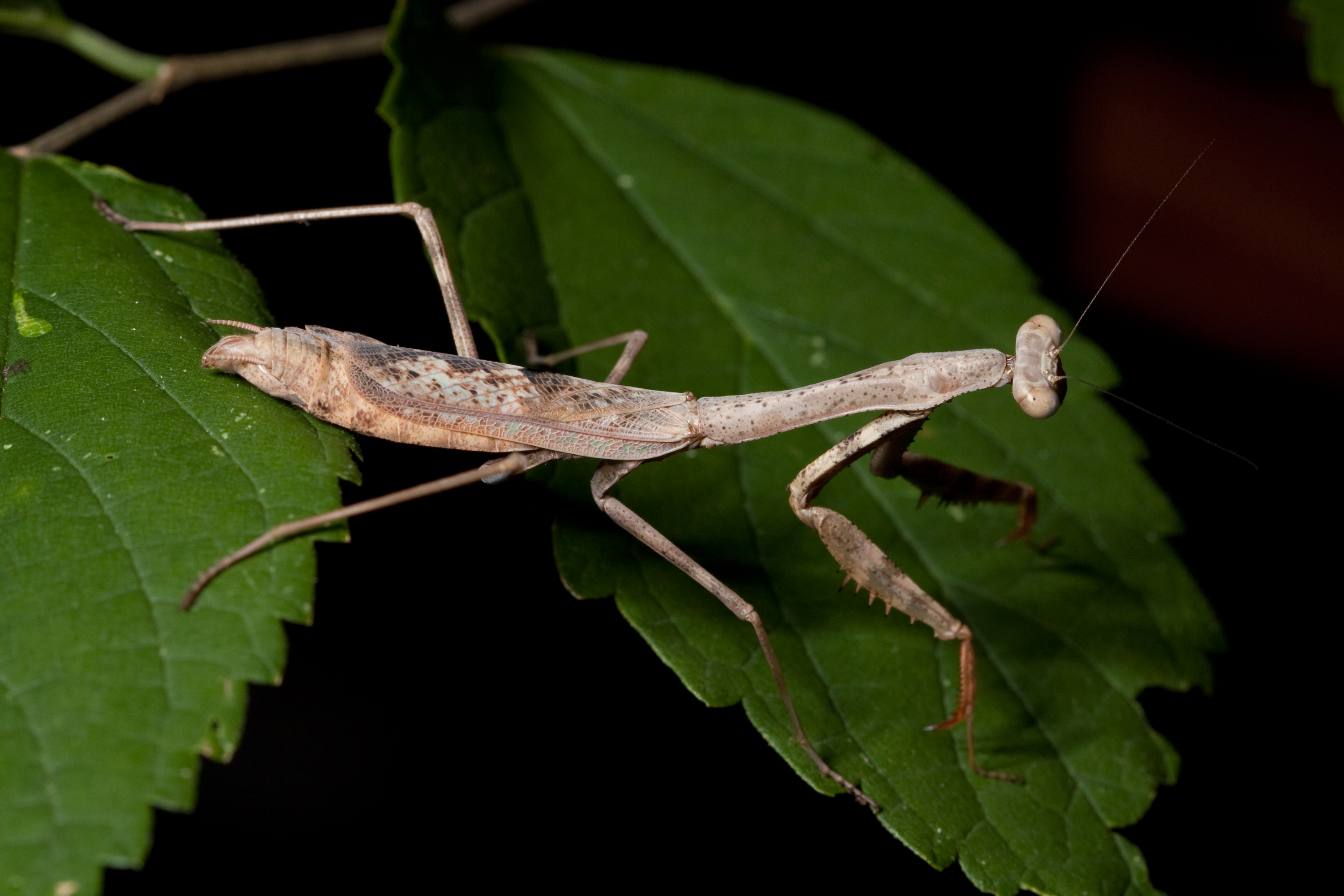
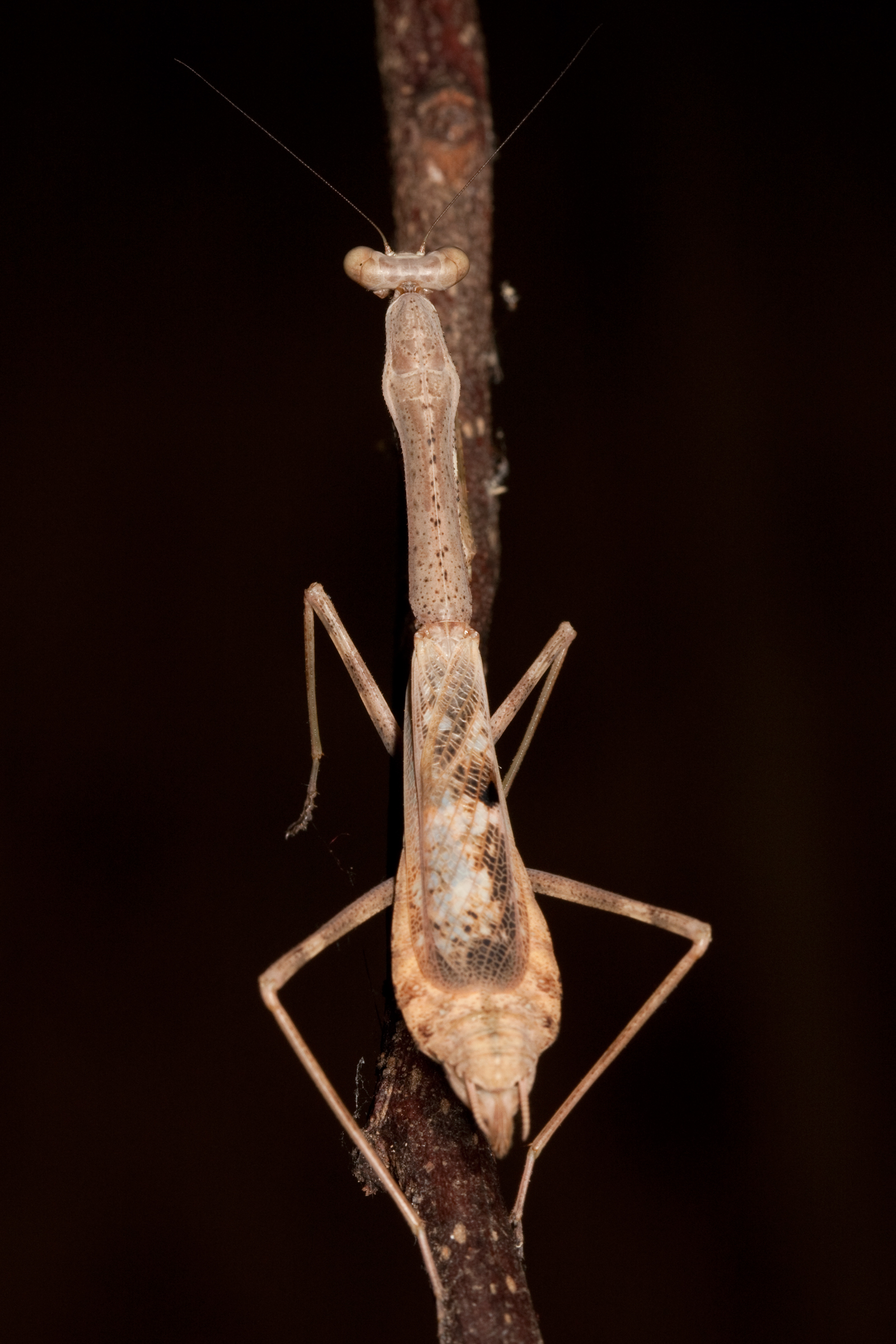
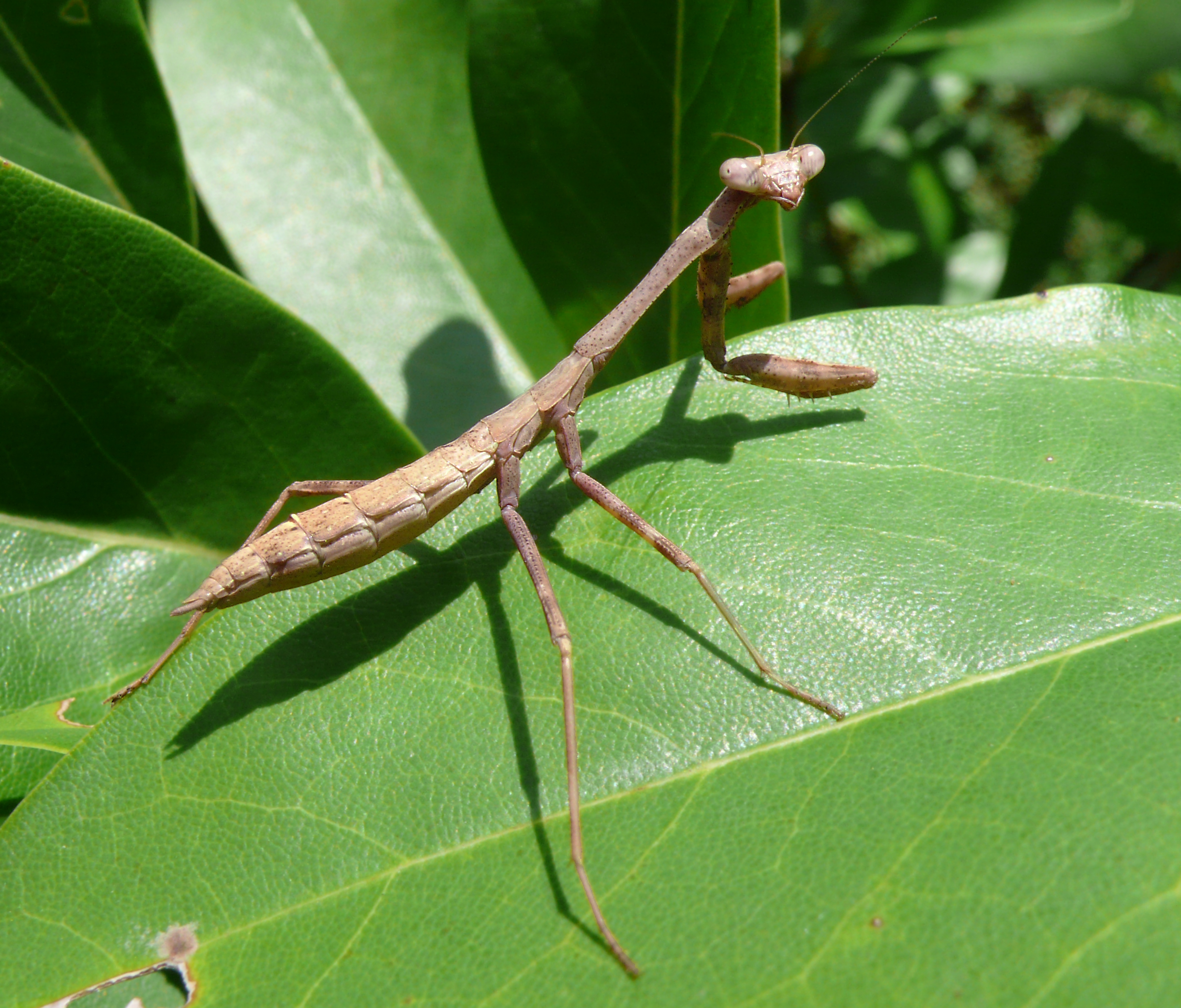
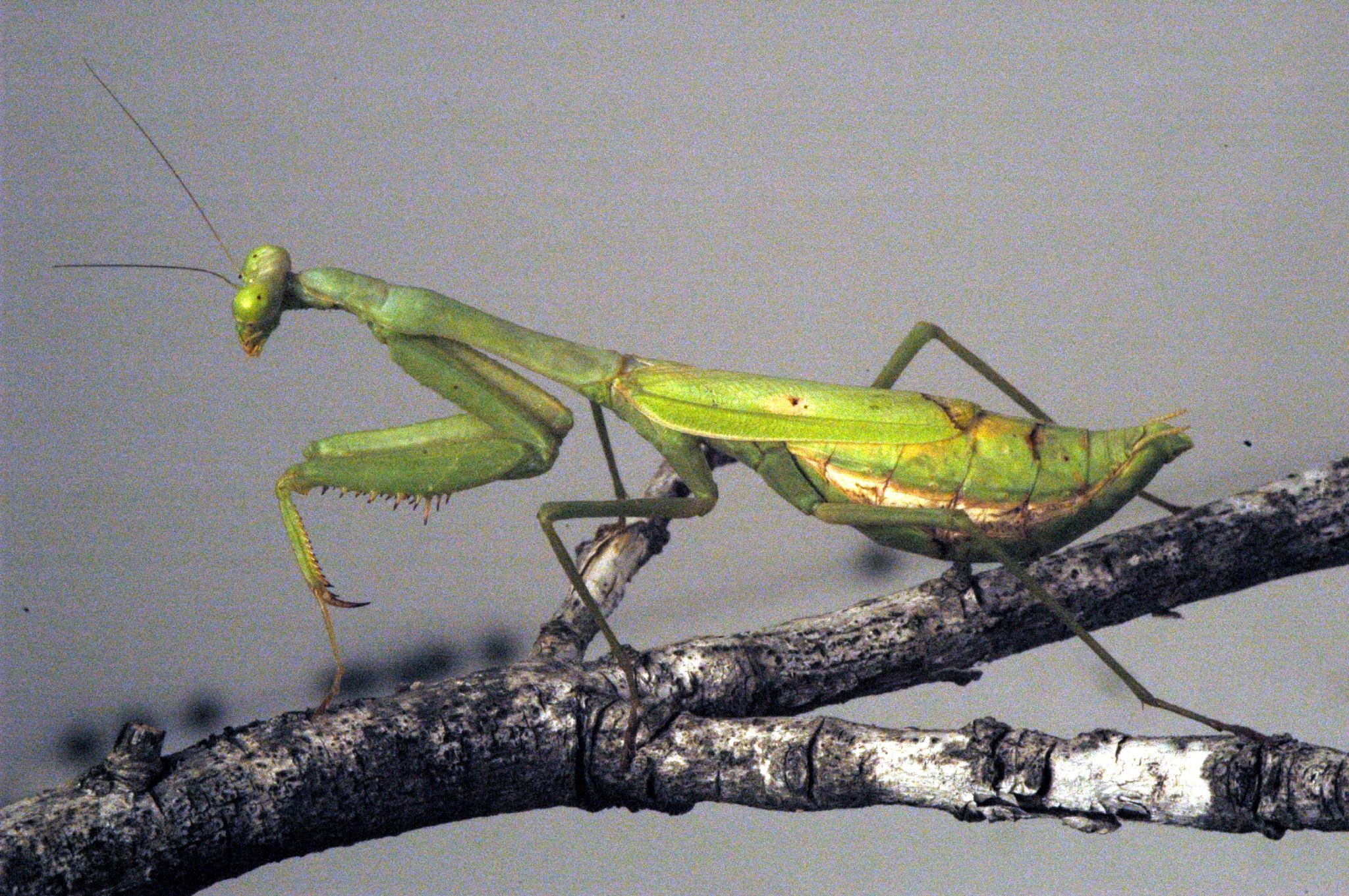
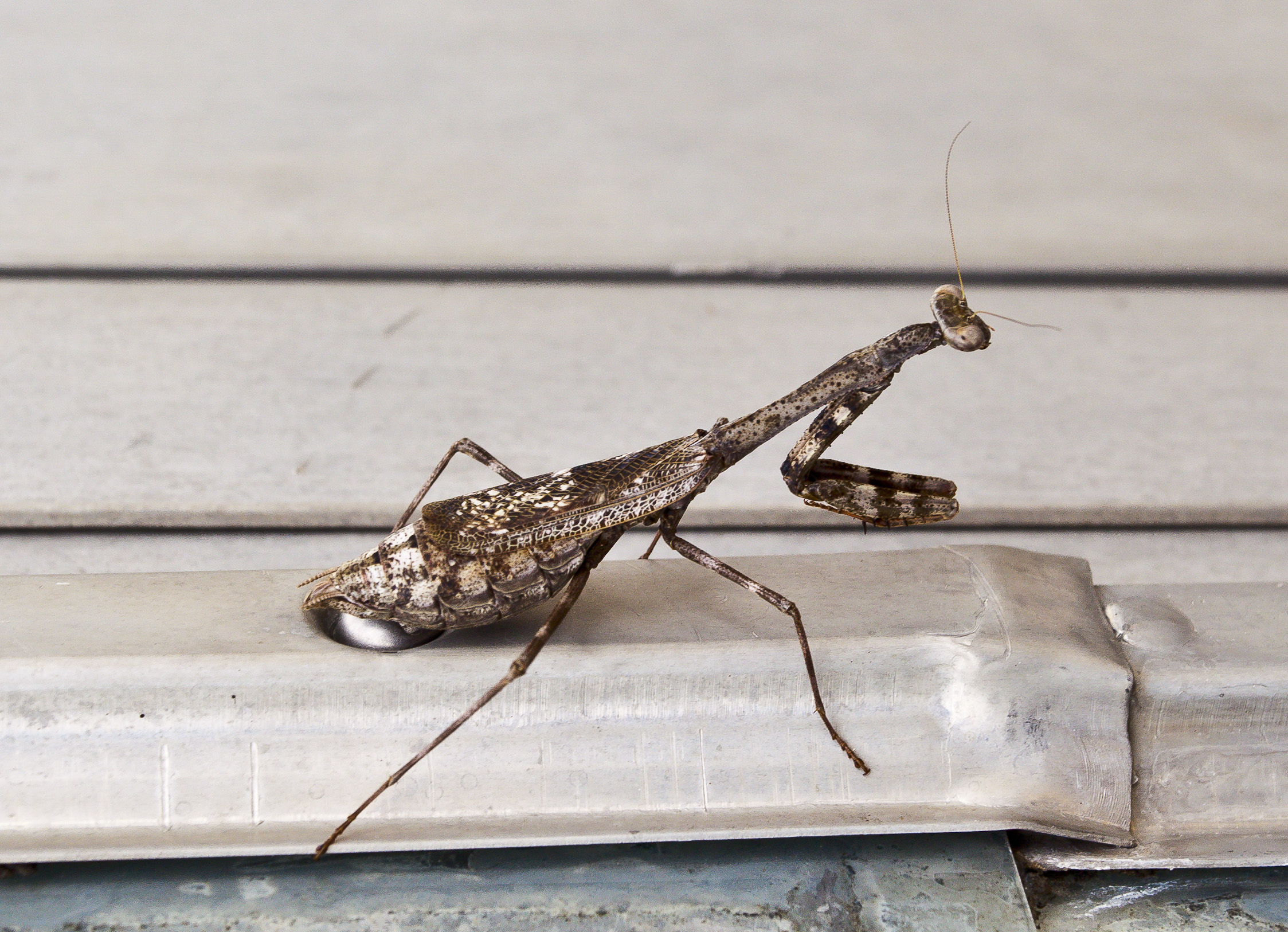
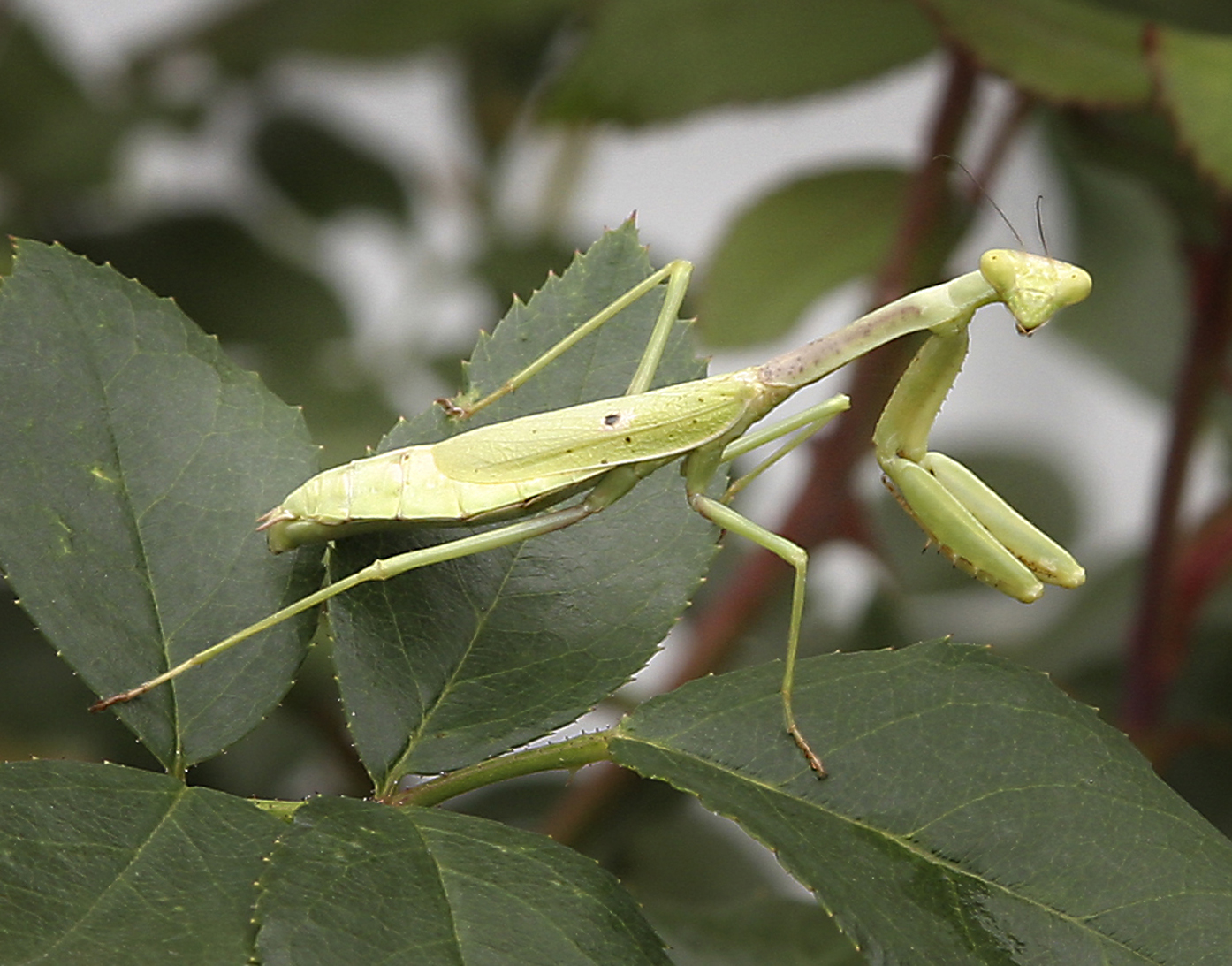